# ماريلند
ماريلند (بالإنجليزية: Maryland) هي ولاية تقع في منطقة الأطلسي الأوسط من الولايات المتحدة، تحدها ولايتا فرجينيا وفيرجينيا الغربية وواشنطن العاصمة إلى الجنوب والغرب؛ وولاية بنسلفانيا من شمالها؛ وولاية ديلاوير إلى الشرق منها. بالتيمور هي أكبر مدن الولاية، وعاصمتها هي أنابولس. من بين ألقابها ولاية الخط القديم، والولاية الحرة، وولاية خليج تشيسابيك. تم تسمية الولاية تيمناً بالملكة هنريتا ماريا زوجة تشارلز الأول ملك إنجلترا.
ماريلند إحدى المستعمرات الثلاث عشرة الأصلية، وتعد مهداً للحريات الدينية في البلاد، عندما أنشأها جورج كالفرت في أوائل القرن السابع عشر باعتبارها ملجأ معداً للكاثوليك المضطهدين من إنجلترا. كان جورج كالفرت أول حاكم لبالتيمور وأول مالك إنجليزي لهبة ماريلند الاستعمارية آنذاك. كانت ماريلند الولاية السابعة التي تصادق على دستور الولايات المتحدة، ولعبت دوراً محوريا في تأسيس واشنطن العاصمة، والتي تأسست على أرض تبرعت بها الولاية.
ماريلند هي إحدى أصغر الولايات من حيث المساحة، وكذلك إحدى أكثرها كثافة سكانية بنحو ستة ملايين نسمة. بقربها من عاصمة البلاد، وباقتصاد متنوع للغاية من التصنيع الممتد، والخدمات، والتكنولوجيا الحيوية، لدى ماريلند أعلى متوسط دخل للأسرة من بين الولايات.

## الجغرافيا
تبلغ مساحة ماريلند 12,406.68 ميل مربع (32,133.2 كم2) وهو ما يزيد على مساحة بلجيكا (11787 ميل مربع (30530 كم2)). وهي الولاية الثانية والأربعون من حيث المساحة أي تاسع أصغر ولاية وأقرب ولاية لها في الحجم هي هاواي (10,930.98 ميل مربع (28,311.1 كم2)) التالية في ترتيب أصغر الولايات. تأتي قبلها تماماً في ترتيب أكبر الولايات جارتها فرجينيا الغربية، وحجمها تقريباً ضعف حجم ماريلند (24,229.76 ميل مربع (62,754.8 كم2)).
تمتلك ماريلند طبوغرافية متنوعة من داخل حدودها، ما أكسبها لقبها أمريكا المصغرة.
تتراوح بين كثبان رملية تتخللها أعشاب بحرية في الشرق، إلى مستنقعات منخفضة تعج بالحياة البرية والسرو الأجرد كبير بالقرب من خليج تشيسابيك، ليدحرج بلطف تلالاً من غابات السنديان في منطقة بيدمونت وبساتيناً نت الصنوبر في الجبال إلى الغرب.
تحد ماريلند في شمالها ولاية بنسلفانيا، وغرباً ولاية فرجينيا الغربية، وشرقاً ولاية ديلاوير والمحيط الأطلسي، وعلى جنوبها عبر نهر بوتوماك ولايتا فرجينيا الغربية وفرجينيا. ويقطع الجزء الأوسط من هذه الحدود واشنطن العاصمة، الواقعة على الأراضي التي كانت في الأصل جزءاً من مقاطعتي مونتغمري وبرنس جورج، وبما في ذلك مدينة جورج تاون بولاية ماريلند. وقد تم التنازل عنها هذه الأرض للحكومة الاتحادية في الولايات المتحدة في عام 1790 لتشكيل مقاطعة كولومبيا. (كومنولث فيرجينيا أعطى أرض الجنوب من نهر بوتوماك، بما في ذلك مدينة الإسكندرية، فيرجينيا، لكن فرجينيا أعادتها حصتها في عام 1846). خليج تشيسابيك تقريبا تقسم الولاية والمقاطعات الشرقية للخليج والتي تعرف باسم الشاطئ الشرقية.
تشكل معظم ممرات الولاية المائية جزءاً من مستجمع مياه خليج تشيسابيك، باستثناء جزء صغير من مقاطعة غاريت في أقصى الغرب (يصب في نهر يوغهيوغني كجزء من مستجمعات مياه نهر المسيسيبي)، والنصف الشرقي من مقاطعة وورسستر (تصب في خلجان ماريلند الساحلية الأطلسية)، وجزء صغير من زاوية الولاية الشمالية الشرقية (تصب في مستجمعات نهر ديلاوير). أثارت أهمية خليج تشيسابيك في جغرافية وحياة ماريلند الاقتصادية تحريضاً دورياً لتغيير لقب الولاية الرسمي إلى ولاية الخليج، وهو لقب استخدمته ماساتشوستس لمدة عقود.
ترتفع قمة كريست هوي أعلى نقطة في ماريلند 3360 قدماً (1020 م) على جبل باكبون، في الركن الجنوبي الغربي من مقاطعة غاريت، بالقرب من الحدود مع فرجينيا الغربية ومن منابع الفرع الشمالي لنهر بوتوماك. على مقربة من بلدة هانكوك الصغيرة في غرب ماريلند، عند ثلثي الطريق العابر للولاية، تفصل مسافة 1.83 ميل (2.95 كم) بين حدودها. تجعل هذه الخاصية الجغرافية ماريلند أضيق ولاية، يحدها شمالاً خط ماسون ديكسون، وجنوباً نهر بوتوماك المتجه بتقوس نحو الشمال.
تدخل أجزاء من ماريلند في مختلف المناطق الجغرافية الرسمية وغير الرسمية. فمثلاً شبه جزيرة ديلمارفا تكون مقاطعات ضفة ماريلند الشرقية، وولاية ديلاوير بأكملها، والمقاطعتان اللتان تشكلان ضفة فرجينيا الشرقية، في حين تعتبر أقصى مقاطعات ماريلند غرباً جزءاً من أبالاتشيا. يقع جزء كبير من ممر بالتيمور واشنطن إلى الجنوب مباشرة من بيدمونت في السهل الساحلي، على الرغم من أنه يمتد على الحدود بين المنطقتين.
بينما لا يوجد أي تاريخ جليدي ذو أهمية لندرة البحيرات الطبيعية في ماريلند، فإن الادعاء المتكرر بأن ماريلند هي الولاية الوحيدة التي لا توجد بها البحيرات الطبيعية ليس صحيحاً. فبحيرة لورل أوكسبو هي بحيرة طبيعية مساحتها 55 فدان موجودة منذ أكثر من مائة سنة على بعد ميلين شمال ماريلند سيتي ومتاخمة لرسيت. و«بحيرة تشوز» هي بحيرة طبيعية مساحتها سبع أفدنة على بعد ميلين جنوب الجنوب الشرقي من أبر مارلبورو. يوجد العديد من البحيرات الاصطناعية، أكبرها بحيرة ديب كريك، الخزان المائي في مقاطعة غاريت في أقصى غربي ماريلند.
الزلازل نادرة وصغيرة في ماريلند لبعدها عن المناطق الزلزالية. شعر الناس بزلزال فرجينيا في عام 2011 ذو قوة م5.8 في أنحاء ماريلند باعتدال. مباني الولاية ليست مصممة بشكل جيد لمواجهة الزلازل، ويمكن أن تتضرر بسهولة.

### الحياة النباتية
كحال ولايات الساحل الشرقي، الحياة النباتية في ماريلند وفيرة وصحية. تساعد جرعة هطول سنوية جيدة على دعم أنواع عديدة من النباتات، منها الأعشاب البحرية وقيصوبات متنوعة عند نهاية الطيف الأصغر إلى سنديان واي العملاق شجرة الولاية والمثال الضخم للسنديان الأبيض، والتي يمكنها النمو إلى أن يزيد طولها على 70 قدما (21 متر).
تنمو الغابات الساحلية الأطلسية الوسطى حول خليج تشيسابيك وشبه جزيرة ديلمارفا وهي النموذج على السهل الساحلي الأطلسي الجنوبي الشرقي. بالتحرك غرباً، يغطي مزيج من الغابات الساحلية الشمالية الشرقية والغابات المختلطة الجنوبية الشرقية الجزء الأوسط من الولاية. تعد جبال الأبالاش في غرب ماريلند موطناً لغابات النتوء الجبلي الأزرق الأبلاشي. ويفسح المجال لغابات الآبالاش المختلطة المتوسطة الرطوبة بالقرب من الحدود مع فرجينيا الغربية.
تزرع العديد من الأنواع الأجنبية في الولاية، كنباتات الزينة وتزيين. من بينها البنابا وسرو المتوسط وشجر البلوط الحي في الأجزاء الأكثر دفئاً بالولاية، وحتى أشجار نخيل هاردي في الأجزاء الوسطى والشرقية من الولاية الأكثر دفئا. مناطق قدرة النباتات على تحمل الظروف الصعبة في الولاية حسب وزارة الزراعة الأميركية تمتد من المنطقتين 5 و 6 في أقصى الجزء الغربي من الولاية إلى منطقة 7 في الجزء الأوسط، ومنطقة 8 حول الجزء الجنوبي من الساحل، ومنطقة الخليج، وأجزاء من منطقة بالتيمور الكبرى. أنواع النباتات الغازية، مثل الكشت الياباني، والأيلنط الباسق، الورد متعدد الأزهار (Rosa multiflora)، والعشبة اليابانية الطويلة (Microstegium vimineum)، تخنق نمو الحياة النباتية المستوطنة. زهرة ولاية ماريلند هي الردبكية (Rudbeckia hirta)، وتنمو بكثرة في مجموعات زهور برية في أنحاء الولاية. حشرة الولاية هي فراشة بالتيمور الشطرنجية (الاسم العلمي: Euphydryas phaeton) ليست شائعة للقرب من الحافة الجنوبية لمدى تواجدها. تم تسجيل وجود 435 نوعاً من الطيور في ماريلند.

### الحياة الحيوانية
تؤوي الدولة عددا كبيرا من الغزلان الذيل الأبيض، وخاصة في ودي والغرب الجبلية للدولة، والزيادة السكانية يمكن أن تصبح مشكلة من سنة إلى سنة. الثدييات يمكن العثور تتراوح بين الجبال في الغرب إلى المناطق الوسطى وتشمل الدببة السوداء، تشارلوت، الثعالب والقيوط، وحيوانات الراكون وثعالب الماء.
هناك عدد سكانها البرية الخيول النادرة (الوحشية) وجدت في جزيرة أساتيغ. كل عام خلال الأسبوع الأخير من يوليو، ويتم التقاط الخيول البرية وخاض عبر خليج ضحل للبيع في تشينكوتيج، فيرجينيا. هذه التقنية الحفظ يضمن عدم تجاوز هذه الجزيرة الصغيرة من الخيول. [بحاجة لمصدر] والمهور وازدياد شعبيته بيع من قبل كتاب الأطفال، الضبابي تشينكوتيج. ويعتقد أنهم من نسل الخيول الذين فروا من حطام السفن.
وقد ولدت الكلب خليج تشيسابيك المسترد الأصيلة على وجه التحديد لممارسة الرياضات المائية والصيد والبحث والإنقاذ في منطقة تشيسابيك. في عام 1878 كان خليج تشيسابيك المسترد أول الفردية تولد المسترد معترف بها من قبل نادي بيت الكلب الأمريكية. واعتمد في وقت لاحق من جامعة ميريلاند، مقاطعة بالتيمور كما التميمة الخاصة بهم.
تتضمن زواحف وبرمائيات ماريلند سلحفاة ذات ظهر المعين، التي اعتمدت بوصفها تميمة جامعة ماريلند، بارك كولدج. الولاية جزء من أراضي الأقطروس العرعري، وهو طائر الولاية الرسمي وتميمة فريق البيسبول بالتيمور أوريولز.

## تاريخ
في عام 1608 قام البحار الإنجليزي جون سميث باكتشاف خليج تشيز بيك وقد منح الملك تشارلز الأول المرسوم الملكي لأرض ماريلند إلى اللورد سيسيل بالتيمور وذلك عام 1632 وقد انضمت ماريلند للاتحاد عام 1788 وأصبحت الولاية السابعة بذلك.
سميت الولاية تيمناً لـ زوجة الملك تشارلز الأول ملك إنجلترا هنريتا ماريا من فرنسا، تكريماً من قبل إبنها تشارلز الثاني.

## أعلام
- نانسي بيلوسي
- مايكل فيلبس
- ادوارد نورتون

## اقرأ أيضا
- علم ماريلند

## وصلات خارجية
- ماريلند على موقع الموسوعة البريطانية (الإنجليزية)
- الموقع الرسمي لولاية ماريلاند (بالإنجليزية)

```
ماريلند
 على 
مشروع الدليل المفتوح
```